# Ella Daish
Ella Daish é uma ativista ambiental britânica que faz campanha para persuadir os retalhistas e fabricantes a removerem o plástico dos produtos menstruais. Em fevereiro de 2018, enquanto trabalhava como carteira, iniciou a campanha "End Period Plastic" (em tradução livre, "Acabem com o plástico menstrual"). Cerca de 90% de um absorvente menstrual é de plástico.
Ela se tornou uma ativista em tempo integral. Em 2019, a BBC colocou Ella Daish em sua lista anual das 100 Mulheres mais inspiradoras e influentes de todo o mundo.
| “ | Os produtos de época são o quinto item mais comum encontrado nas praias da Europa” e “acredita-se que 200.000 toneladas desse material acabam em aterros sanitários do Reino Unido todos os anos. | ” |

Em dezembro de 2018, Ella Daish lançou a campanha "Eco Period Box" para combater a pobreza menstrual, doando produtos menstruais reutilizáveis e sem plástico em todo o Reino Unido. Em 2019, ela ajudou a persuadir o Conselho Municipal do Condado de Caerphilly a gastar com produtos ecológicos todo o dinheiro da sua doação para fornecer produtos menstruais gratuitos nas escolas. Foi pedido aos conselhos que gastassem apenas 10% do dinheiro em materiais reutilizáveis.

## Prêmios e reconhecimento
- 2020 - Woman's Hour Power, BBC Radio 4[9]
- 2019 - 100 mulheres da BBC[10]